# Estación Santos-Imigrantes
Santos-Imigrantes es una estación de la Línea 2-Verde del Metro de São Paulo.
Fue inaugurada el 30 de marzo del 2006, siendo una de las nuevas estaciones entregadas a la Línea 2-Verde, que se encuentra en expansión hasta el barrio Vila Prudente.
Está ubicada paralela al Viaducto Saioá y perpendicular a la Avenida Dr. Ricardo Jafet.

## Salidas
Existen dos salidas en la estación
- Una da para la calle Saioá (esta salida cuenta con ascensor)
- Otra da para la Avenida Doutor Ricardo Jafet

## Características
Estación semi-elevada, con plataforma central, y que posee como principal característica, los pórticos metálicos que sostienen al techo.
Capacidad de hasta 20.000 pasajeros por día.
Área construida de 6.914m².

## Líneas de SPTrans
Líneas de la SPTrans que salen de la Estación Santos - Imigrantes:
| N.º de línea | Destino                       |
| ------------ | ----------------------------- |
| 5703/10      | Club Atlético Ipiranga        |
| 9550/10      | Chácara Santo Antônio/Berrini |
| 9551/10      | Pinheiros/Faria Lima          |

## Demanda media de la estación

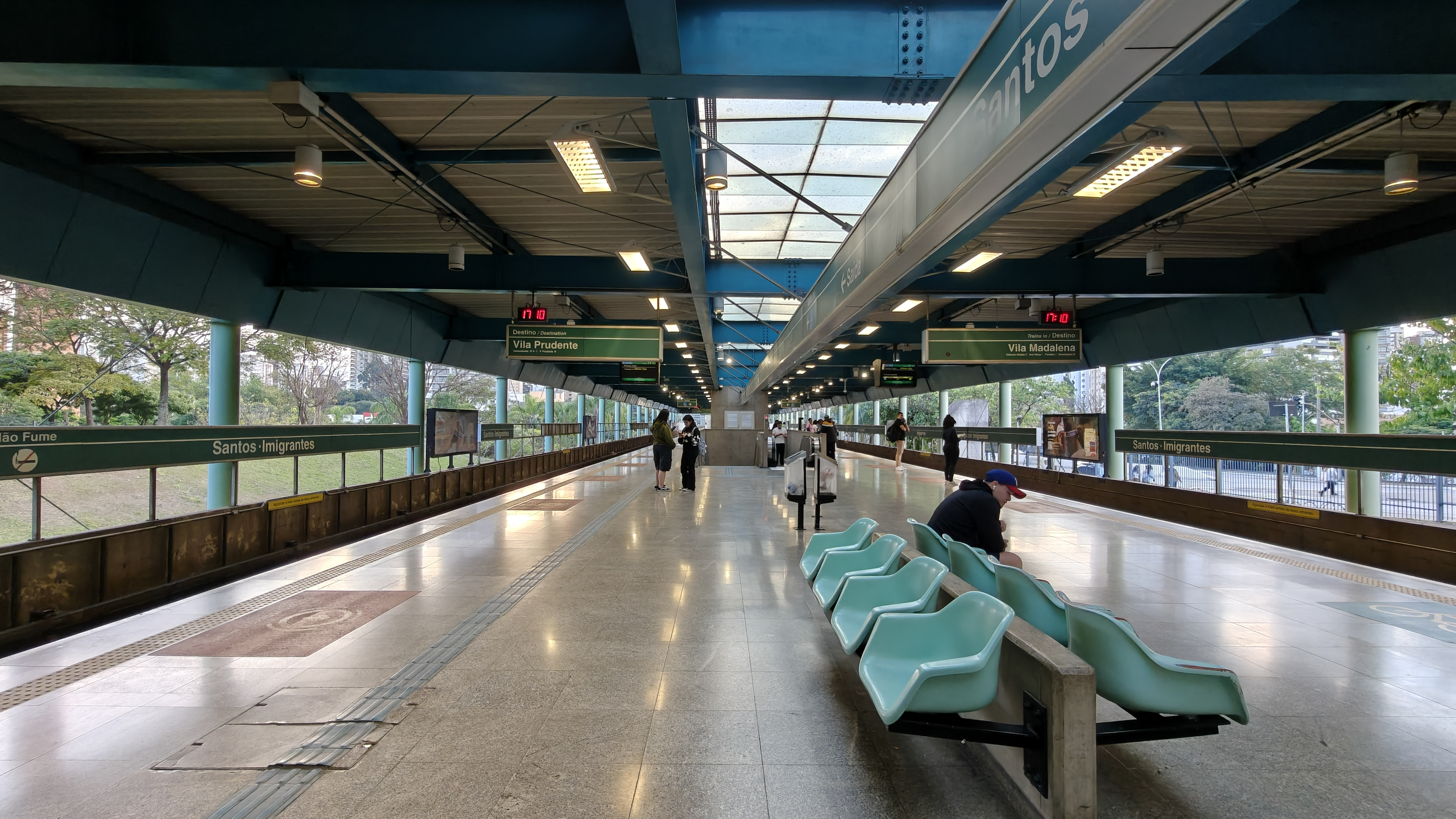
Plataforma de la estación

La estación Imigrantes tiene en media, una entrada de 12 mil pasajeros, por día, siendo igual al número de entradas de las estaciones Jardim São Paulo y Carandirú, ambas de la Línea 1 - azul.

## Alrededores
- EE Coronel Raul Humaitá Villa Nova.
- EE Profesor Teotônio Alves Pereira.
- EMEF Padre Manoel de Paiva.
- Auto Shopping Imigrantes.
- Acuário de São Paulo.
- Avenida Doutor Ricardo Jafet

## Obras de arte
La estación no forma parte del Itinerario de Arte en las Estaciones (Metro de São Paulo).

## Cambio de Nombre

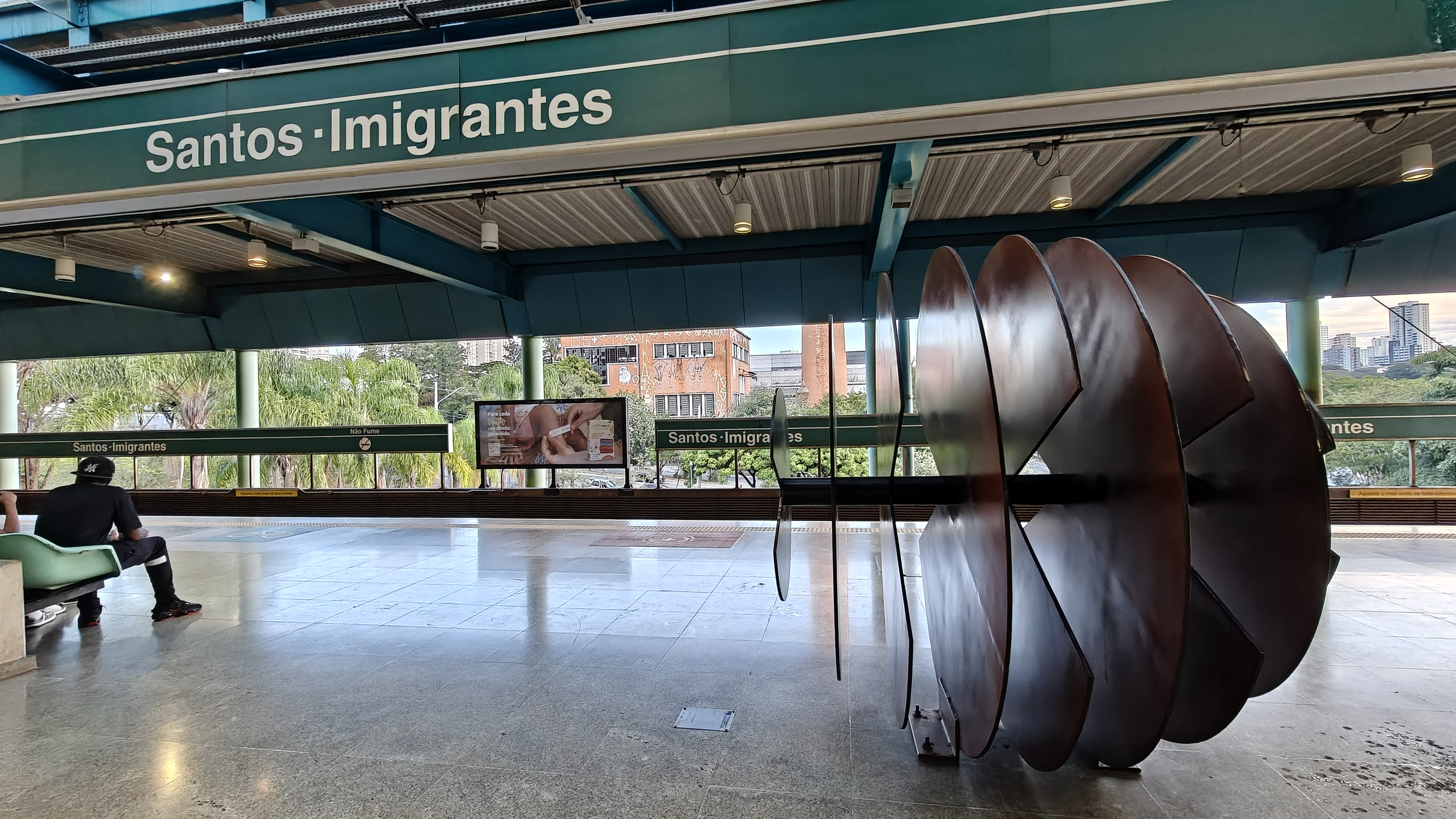
Obra Esfera de Marcos Garrot

Así como ya sucedió con Barra Funda, Tietê, Morumbi e Itaquera, la estación Imigrantes también cambió de nombre para homenajear a un club de fútbol paulista.
El día 4 de noviembre de 2008 la estación fue rebautizada para Santos-Imigrantes en homenaje al equipo de la Villa Belmiro.

## Tabla
| Sigla | Estación          | Inauguración        | Capacidad                  | Integración              | Plataformas | Posición    | Comentarios                                  |
| ----- | ----------------- | ------------------- | -------------------------- | ------------------------ | ----------- | ----------- | -------------------------------------------- |
| IMG   | Santos-Imigrantes | 30 de marzo de 2006 | 20 mil pasajeros hora/pico | Bilhete Único de SPTrans | Central     | Semielevada | Estación con estructura en concreto aparente |